# Zala 421-21
Zala 421-21 – rosyjski sześciowirnikowy dron pionowego startu i lądowania opracowany przez firmę Zala Aero Group. 

## Historia
Dron został opracowany na potrzeby Ministerstwa Spraw Wewnętrznych i Ministerstwa ds. Sytuacji Nadzwyczajnych Rosji do prowadzenia monitoringu powietrznego, wykonywania zdjęć lotniczych i filmowania dróg, a także obiektów systemów paliwowo-energetycznych tj. linii elektroenergetycznych, rurociągów naftowych i gazowych. Ponadto może być wykorzystany do monitorowaniu zasobów leśnych i wodnych, pomagając w walce z kłusownictwem i nielegalnym wyrębem. Może zostać również wykorzystany przy sytuacjach nadzwyczajnych, np. pożarach, powodziach czy katastrofach. Przyjęte założenia konstrukcyjne pozwoliły na stworzenie maszyny, którą można przygotować do lotu w ciągu 3 minut. Jeden operator może za pomocą swojego stanowiska naziemnego kontrolować lot czterech dronów. 
Przenoszone wyposażenie pozwala na transmisję w czasie rzeczywistym zdjęć (w rozdzielczości 640 × 480 px) i obrazu wideo w paśmie widzialnym oraz podczerwieni (w rozdzielczości 1080i). Dron może również prowadzić transmisję obrazu po wylądowaniu, co znacznie zwiększa jego czas działania. Zadania mogą być realizowane w trybie autonomicznym lub półautomatycznym. W planowaniu trasy lotu i nawigacji wykorzystywane są systemy satelitarne GPS/GLONASS. Zamontowana bateria ma pojemność 10 000 mAh, co pozwala na 40 minut lotu. Dron może wykonywać zadania przy wietrze do 10 m/s i w zakresie temperatur od -30 °C do +40 °C.